# 강화 삼랑성
강화 삼랑성(江華 三郞城)은 인천광역시 강화군 길상면, 정족산에 위치하고 있는 성이다. 1964년 6월 10일 대한민국의 사적 제130호 삼랑성으로 지정되었다가, 2011년 7월 28일 '강화 삼랑성'으로 명칭이 변경되었다.

## 개요
정족산성이라고도 하며 단군의 세 아들이 성을 쌓았다는 전설이 있어 삼랑성이라 부른다.
이 성이 만들어진 연대는 정확하지 않으나, 고려가 1259년 삼랑성 안에 궁궐을 만들었다고 하니 그 전에 이미 성이 있었음을 알 수 있다. 성곽이 쌓여져 있는 모습을 보면 보은군의 삼년산성이나 경주의 명활산성처럼 삼국시대 성의 구조를 찾을 수 있으므로, 삼국시대에 만들어진 성으로 추측된다.
고려 때 보수공사가 있었던 것으로 보이며, 영조 15년(1739)에 성을 다시 쌓으면서 남문에 문루를 만들고 ‘종해루’라고 하였다. 조선 현종 1년(1660) 마니산의 사고에 보관되어 있던 『조선왕조실록』을 성 안에 있는 정족산사고로 옮기고, 왕실의 족보를 보관하는 선원보각을 함께 지었다. 그러나 지금은 둘 다 없어지고 전등사만 남아있다.
이곳은 고종 3년(1866)의 병인양요 때 동문과 남문으로 공격을 해오던 160여 명의 프랑스군을 무찌른 곳으로도 유명하다.

## 현지 안내문
일명 정족산성이라고도 한다. 성을 쌓은 연대는 확실치 않으나 단군이 세 아들에게 성을 쌓게하고 이름을 삼랑성이라 했다는 기록이 《고려사》에 보인다.
처음에는 흙으로 쌓은 토성이었는데 삼국시대에 이르러 그 위에 막돌을 맞추어가며 쌓았고 성체 안에는 막돌을 채운 튼튼한 석성으로 축조되었으며, 고려, 조선시대를 거치면서 더욱 보강되었다. 
성안에는 전등사는 물로 고려시대에는 가궐, 조선 시대에는 사고와 선원 보각이 있었다. 현종 1년(1660년)에 마니산에 사고(史庫)를 옮겨 세우고 실록(實錄)을 감추어 보관한 일로 유명하다. 1866년 병인양요 때 이 성을 침략한 프랑스 군을 양헌수 장군의 병사들이 물리쳐 이속에 보관된 《조선왕조실록》과 왕실 족보인 《선원보》를 지켰다.
1976년에 남문인 종해루를 원형대로 복원했다.

## 참고 자료
- 강화 삼랑성 - 국가유산청 국가유산포털
- 이 문서에는 다음커뮤니케이션(현 카카오)에서 GFDL 또는 CC-SA 라이선스로 배포한 글로벌 세계대백과사전의 내용을 기초로 작성된 글이 포함되어 있습니다.
- 인천역사문화총서40, 《인천의 문화유산을 찾아서》, 인천광역시 역사자료관, 삼랑성, 27-28쪽